# Савка Йосиф
Йо́сиф Іва́нович Са́вка (5 січня 1817, с. Оброшине, Львівський округ, Королівство Галичини та Володимирії, Австрійська імперія — 17 квітня 1873, с. Оброшине, Городоцький повіт, Королівство Галичини та Володимирії, Австро-Угорщина) — селянин з Оброшина, політичний та громадський діяч Галичини середини XIX століття, посол до Австрійського парламенту 1848 року.

## Життєпис
Народився 25 січня 1817 року в селянській родині. Одружився з Марією Дідик, мали 2 синів (1 помер дитиною) і 1 доньку.
Член Райхстагу від 10 липня 1848 року до 25 липня 1848 року. Обраний від Городоцького виборчого округу.
25 липня вибори визнані недійсними і парламентар втратив повноваження. Вибори було скасовано внаслідок скасування виборчого бюлетеня, через що Георг Мейєр переміг через нібито маніпуляції виборами ["виявилося, що особа підкралася до сусідньої кімнати через сторонній вплив, а голоси селян не базувалися на їх інформації на ім'я Георга Мейєра, а довільно"].
Помер 17 квітня 1873 р. в рідному селі.